# إبراهيم أخياط
إبراهيم أخياط (1941- 7 فبراير 2018) هو مؤلف وشاعر مغربي وناشط أمازيغي.

## النشأة
ولد إبراهيم أخياط عام 1941 بأيت باها القريبة من أكادير بالمغرب. انتقل وهو صغير السن إلى الرباط حيث تابع دراسته من التعليم الابتدائي إلى التعليم الجامعي.

## مسيرته
بدأ أخياط حياته المهنية كمدرس للرياضيات في القنيطرة والرباط. في غضون ذلك، أصبح ناشطًا أمازيغيًا. في عام 1967، شارك في تأسيس «الجمعية المغربية للبحث والتبادل الثقافي» في الرباط، وهي منظمة ثقافية أمازيغية وصفت بأنها «أول إطار جمعوي يهم الدفاع عن الثقافة الأمازيغية، في ظل سياق سياسي وطني وإقليمي اتسم خصوصا بهيمنة الفكر القومي»، إلى جانب عبد الله بونفور وأحمد أكواو وعمر الخلفاوي وعلي الجاوي. وشغل منصب الأمين العام لها حتى وفاته.  كما انضم إلى مجلس إدارة المعهد الملكي للثقافة الأمازيغية عام 2002.  ويعتبر أخياط أحد مؤسسي جمعية الجامعة الصيفية الأمازيغية بأكادير سنة 1979، وشغل منصب رئيس اللجنة التنظيمية لدوراتها الأربع 1980 – 1982 – 1988 – 1991. كما أسس أول مجموعة موسيقية عصرية أمازيغية «أوسمان» سنة 1974. وكان أول منسق وطني للجمعيات الأمازيغية بالمغرب 1993 – 1996، ورئيس أشغال الكونغريس العالمي الأمازيغي المنعقد بمدينة ليون الفرنسية صيف 1999. كما قاد إبراهيم أخياط بعض الجمعيات للتوقيع على “ميثاق أكادير”، «معلنا بذلك عن التأسيس الرسمي للحركة الأمازيغية كحركة ثقافية، هوياتية، حقوقية واحتجاجية تصطف إلى جانب القوى الثواقة لبناء مغرب الديمقراطية».
ألف أخياط أربعة كتب. وكتب في النثر والشعر باللغتين العربية والفرنسية.  كان انشغاله الرئيسي هو العلاقة بين الثقافة البربرية والهوية الوطنية المغربية. كما شغل منصب رئيس تحرير مجلتي أمود (وتعني بذور بالعربية) وتامونت. وعقد مؤتمر على شرفه قرب القنيطرة عام 2009.
قال عنه الباحث في الثقافة الأمازيغية أيت باحسين: «أخياط له مواقف ومنجزات من أجل رد الاعتبار للأمازيغية والنهوض بها إلى درجة أن شخصه أصبح لدى كثير من المغاربة، خاصة منهم المهتمون بالشأن السياسي والثقافي، مقرونا بالشأن الأمازيغي؛ كما أصبح لدى كثير من المهتمين بالشأن الأمازيغي مقرونا بالجمعية المغربية للبحث والتبادل الثقافي». كما ذكر باحسين مساهمة أخياط في محاولة وضع قاموس مشترك بين مختلف «لهجات الأمازيغية». ووصف عميد المعهد الملكي للثقافة الامازيغية أحمد بوكوس أخياط بأنه «المؤسس الحقيقي» للحركة الأمازيغية، بالنظر إلى درجة انخراطه في أنشطتها المختلفة، ويشاركه ذلك الرأي رئيس المرصد الأمازيغي للحقوق والحريات أحمد عصيد. كما وصف أخياط بـ«أحد أعمدة الحركة الأمازيغية»، و«قيدوم الحركة الأمازيغية».
توفي أخياط في 7 فبراير 2018. ونظم المعهد الملكي للثقافة الأمازيغية يوماً دراسياً، تكريما لروحه يوم الجمعة 30 مارس 2018، بمقر المعهد. وأعلن نجله عن تأسيس مؤسسة إبراهيم أخياط للتنوع الثقافي، «لتكون حاضنة لجزء من مسار حياته». كما أعلن عن تقديم المؤسسة لجائزة إبراهيم أخياط للثقافة، وتنظيم ندوات وأنشطة ثقافية.

## أعماله
- أخياط، إبراهيم (1992). تابرات (الرسالة).[19]
- أخياط، إبراهيم (1994). لماذا الأمازيغية؟.[20]
- أخياط، إبراهيم (2004). رجالات العمل الأمازيغي: الراحلون منهم.[21]
- أخياط، إبراهيم (2007). الأمازيغية هويتنا الوطنية.[22]
- النهضة الأمازيغية كما عشت ميلادها وتطورها، الجمعية المغربية للبحث والتبادل الثقافي، 2012.[23]